# Municipio de Riverton (condado de Clay)
El municipio de Riverton (en inglés: Riverton Township) es un municipio ubicado en el condado de Clay en el estado estadounidense de Iowa. En el año 2010 tenía una población de 277 habitantes y una densidad poblacional de 3,54 personas por km².

## Geografía
El municipio de Riverton se encuentra ubicado en las coordenadas 43°7′12″N 95°13′15″O / 43.12000, -95.22083. Según la Oficina del Censo de los Estados Unidos, el municipio tiene una superficie total de 78.16 km², de la cual 77,49 km² corresponden a tierra firme y (0,85 %) 0,67 km² es agua.

## Demografía
Según el censo de 2010, había 277 personas residiendo en el municipio de Riverton. La densidad de población era de 3,54 hab./km². De los 277 habitantes, el municipio de Riverton estaba compuesto por el 97,47 % blancos, el 0,36 % eran afroamericanos, el 1,44 % eran asiáticos y el 0,72 % eran de una mezcla de razas. Del total de la población el 0 % eran hispanos o latinos de cualquier raza.